# Ayana Riviere
Ayana Riviere (ur. 15 lipca 1984) – trynidadzko-tobagijska lekkoatletka, specjalizująca się w skoku o tyczce.

## Rekordy życiowe
- skok o tyczce – 2,36 (2008) rekord Trynidadu i Tobago[1]
- skok o tyczce (hala) – 2,21 (2008) rekord Trynidadu i Tobago[2]
- skok wzwyż – 1,71 (2002)